# La Fin du félin
 (mai 2018).
Si vous disposez d'ouvrages ou d'articles de référence ou si vous connaissez des sites web de qualité traitant du thème abordé ici, merci de compléter l'article en donnant les références utiles à sa vérifiabilité et en les liant à la section « Notes et références ».
Pour plus de détails, voir Fiche technique et Distribution.
La Fin du félin (The Last Hungry Cat) est un dessin animé de la série Merrie Melodies réalisé par Friz Freleng et Hawley Pratt et sorti en 1961. Il met en scène Titi le canari et le chat Sylvestre. Ce dessin animé est une parodie d'Alfred Hitchcock qui présente, et contient une intrigue similaire au film Chantage (1929) de Hitchcock.